# غوتي
خوسيه ماريا غوتيريز هيرنانديز (ولد في 31 أكتوبر 1976)، المعروف باسم غوتي، هو لاعب كرة قدم إسباني محترف سابق لعب كلاعب خط وسط مهاجم.
خلال مسيرته، لعب بشكل حصري تقريبًا لصالح ريال مدريد، حيث ظهر في 542 مباراة رسمية وكان نائبًا للقائد، مما ساعد النادي على الفوز بـ 15 كأسًا، وأبرزها ثلاثة ألقاب في دوري أبطال أوروبا وخمسة ألقاب في الدوري الإسباني. كما تنافس في تركيا مع نادي بشيكتاش.
شارك غوتي مع المنتخب الإسباني 13 مرة، وكان أول ظهور له في عام 1999. عمل مديرًا بعد تقاعده.

## المسيرة الكروية

### ريال مدريد
ولد غوتي في توريخون دي أردوز، مقاطعة مدريد، وبدأ اللعب لفريق ريال مدريد في عام 1986، في البداية كمهاجم ولكن تم نقله لاحقًا إلى خط الوسط، وظل هناك طوال الغالبية العظمى من حياته المهنية. في 2 ديسمبر 1995، ظهر لأول مرة مع الفريق الأول، في فوز 4-1 على أرضه ضد نادي إشبيلية لكرة القدم ؛ أنهى الموسم بهدف واحد في تسع مباريات.
أضاف غوتي كأسين إلى خزانته في عام 1997، الدوري الإسباني وكأس السوبر الإسباني، ولعب 17 مباراة تنافسية خلال الحملة. في عام 1997-1998 ساعد الميرينجي في رفع دوري أبطال أوروبا وكأس الإنتركونتيننتال، بينما أضاف اللاعب نفسه بطولة أوروبا تحت 21 عامًا.
بدأ موسم 1999–2000 بشكل سيئ بالنسبة لغوتي: حيث عانى من مسؤولية استبدال كلارنس سيدورف، وتم طرده بسبب ركله لخصم ساقط في مباراة على أرضه ضد ريال سوسيداد. كانت هذه السمة السلبية متكررة في كثير من الأحيان، حيث تم إبعاده ثماني مرات خلال مسيرته في الدوري وحده. وفي الموسم الذي فاز فيه أيضًا بدوري أبطال أوروبا، سجل ستة أهداف في 28 مباراة. في العام التالي، قدم أفضل أداء فردي له، حيث سجل 14 هدفًا ولعب في الغالب كمهاجم بسبب إصابة فرناندو مورينتس، وساهم بشكل كبير في فوز الفريق بلقب الدوري السابع والعشرين وكأس السوبر المحلي لاحقًا.
سجل غوتي ثمانية أهداف في 63 مباراة من عام 2001 إلى عام 2003، مساهمًا بثلاثة أهداف في تسع مباريات حيث انتهت بطولة دوري أبطال أوروبا 2001-2002 بالفوز. بعد شراء رونالدو في صيف عام 2002 عاد إلى خط الوسط، وانخفض معدل تسجيله للأهداف بشكل كبير.
كان أدنى مستوى سجله غوتي في موسم 2004-2005، حيث فشل في إيجاد الشباك لأول مرة منذ سبع سنوات مع الفريق الأول؛ ولم يتمكن سوى من تسجيل هدف رسمي واحد، في مباراة دولية ضد سان مارينو في فبراير 2005. في موسم 2005–06، لعب 43 مباراة وسجل ستة أهداف (أربعة في الدوري واثنان في المسابقات الأوروبية ).

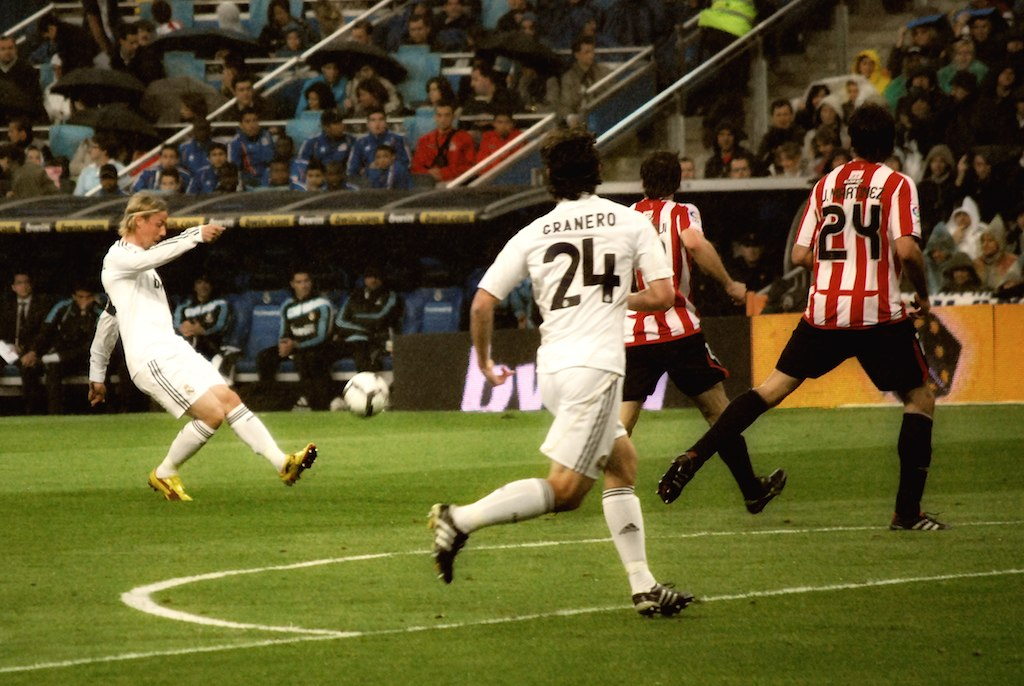
غوتي ينفذ تمريرة خلال مباراة عام 2010 ضد أتليتيك بلباو

ومع انتخاب رامون كالديرون رئيساً للنادي وتعهده اللاحق بجلب نجم ميلان البرازيلي كاكا إلى ريال مدريد، بدا مستقبل غوتي في ملعب سانتياغو برنابيو غير آمن. ارتبط اسمه بالانتقال إلى غريمه المحلي أتلتيكو مدريد، لكنه في النهاية قرر البقاء مع ريال مدريد بينما بقي كاكا في إيطاليا.
مع اعتزال زين الدين زيدان، وجد غوتي نفسه صانع الألعاب المبدع في موسم 2006-2007، وهو مركزه المفضل. ساهمت قدراته الممتازة في التمريرات القصيرة والطويلة، وخاصة أدائه في الفوز 3-2 على أرضه ضد إشبيلية في 6 مايو 2007 حيث لعب 32 دقيقة فقط من مقاعد البدلاء، في العديد من الأهداف التي ساعدت ريال مدريد على الفوز بلقب الدوري للمرة الثلاثين.
في 10 فبراير 2008، سجل غوتي هدفين وقدم أربع تمريرات حاسمة في مباراة على أرضه ضد ريال بلد الوليد، والتي تم اختياره فيها كأفضل لاعب في المباراة، فاز فريقه بالمباراة 7-0 وفي النهاية رفع كأس أبطال آخر. في 14 سبتمبر، سجل هدفهم رقم 5000 في الدوري، في فوز 4-3 على نادي نومانسيا.
في موسم 2009-2010، ومع وجود كاكا على متن الفريق، تمكن غوتي من الظهور بشكل ملحوظ في المراحل المبكرة، مسجلاً هدفين في الدوري. ومع ذلك، في أواخر أكتوبر، وبعد الهزيمة المفاجئة 4-0 أمام ألكوركون في دور الـ 32 من كأس ملك إسبانيا، زُعم أنه أهان المدرب مانويل بيليجريني في الشوط الأول، ثم تم استبعاده من تشكيلات اللعب لفترة طويلة؛ بعد إعادته عانى من بعض الإصابات ولكن بسبب إصابة البرازيلي أيضًا بمشاكل جسدية، تمكن من الظهور بانتظام حتى نهاية الموسم.

### بشيكتاش

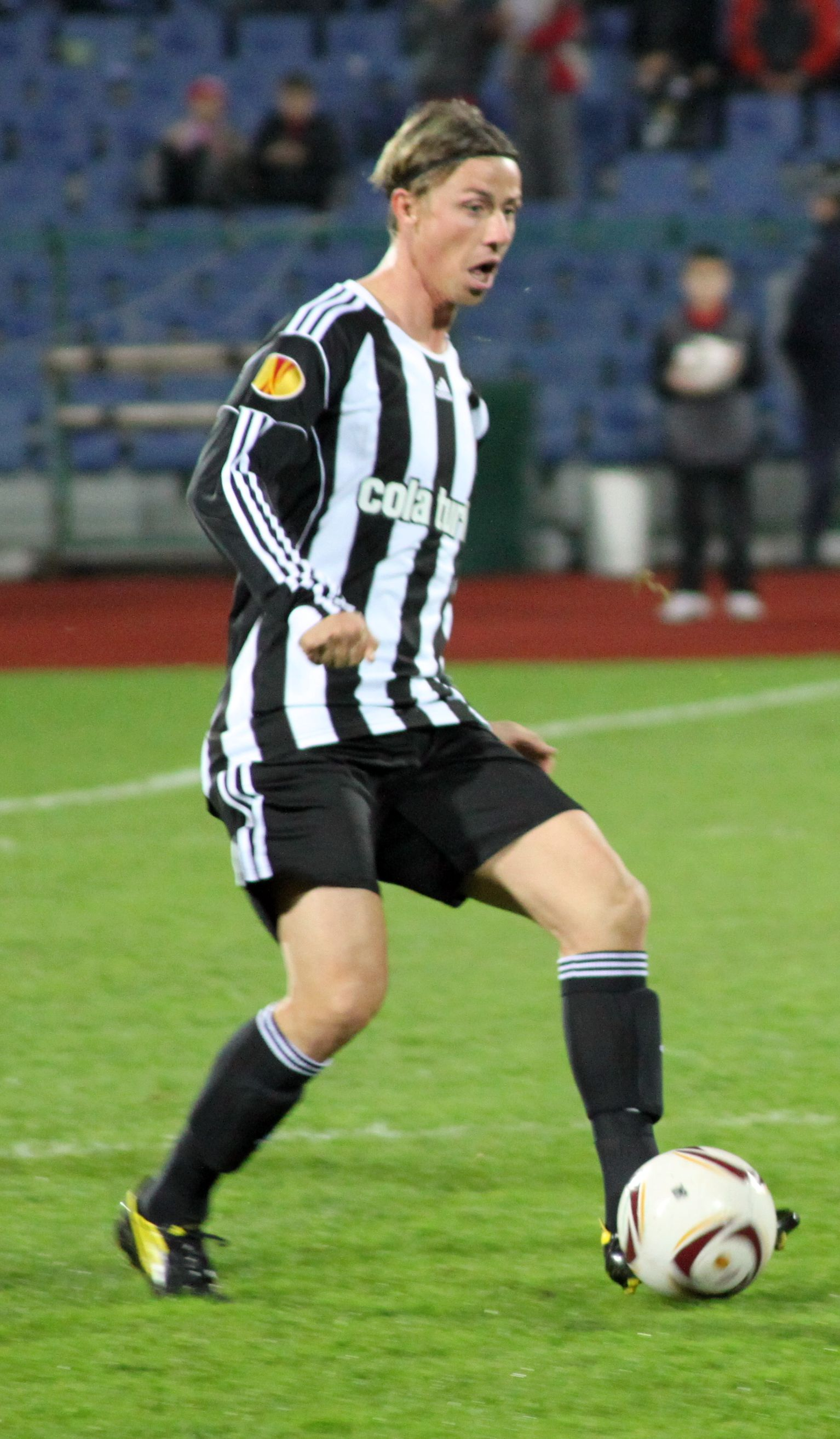
غوتي يلعب لبشيكتاش في ديسمبر 2010

في 25 يوليو 2010، غادر غوتي ريال مدريد بعد ما يقرب من 25 عامًا من الخدمة؛ وقال: "لدي عرض من نادي بشيكتاش، لكنني لم أقرر بعد". تم إبرام الصفقة في اليوم التالي، حيث وقع اللاعب على عقد لمدة عامين. بدأ في أول مباراة تنافسية له مع النادي الذي يقع مقره في إسطنبول، وساهم في إحراز الهدف الوحيد في المباراة ضد بوكاسبور.
ساهم غوتي في فوز بشيكتاش على جالطة سراي بهدف واحد وتمريرة حاسمة واحدة في 28 نوفمبر 2010؛ وكان هذا أول فوز للفريق على ملعب علي سامي ين في ست سنوات. في 11 مايو 2011، بدأ عندما فازوا بكأس تركيا ضد إسطنبول بويوك شهير بيليديسبور بركلات الترجيح (4-3، 2-2 بعد الوقت الإضافي )؛ كانت أول كأس محلية في مسيرته الاحترافية.
تم اعتبار غوتي فائضًا عن متطلبات بشيكتاش في موسم 2011-2012، بعد تعيين المدير الجديد كارلوس كارفالهال. في 15 نوفمبر 2011، تم إطلاق سراح الرجل البالغ من العمر 35 عامًا.

## المسيرة الدولية
لاعب دولي مع منتخب إسبانيا منذ 5 مايو 1999 (إسبانيا - كرواتيا، 3-1)، ومع ذلك فشل غوتي في الظهور في أي مرحلة نهائية من البطولة مع منتخب بلاده، وفاز بإجمالي 13 مباراة دولية في حوالي ست سنوات.
في السابق، فاز ببطولة أوروبا تحت 18 عامًا في عام 1995، ثم بطولة تحت 21 عامًا في عام 1998.

## مهنة التدريب
أعلن غوتي اعتزاله كرة القدم في 21 سبتمبر 2012، وقال: "سأتدرب لأصبح مديرًا رياضيًا أو مدربًا، وأرغب في تدريب الشباب... أرغب بشدة في تدريب فريق ريال مدريد للشباب. هذا حلمي." بدأ العمل كمدير فني عام 2013، ثم عمل مع فريق ريال مدريد للشباب لعدة سنوات.
في 4 يوليو 2018، تم تعيين غوتي كمساعد لشينول غونيس في نادي بشيكتاش السابق. في 5 نوفمبر 2019، تم تعيينه مدربًا رئيسيًا لفريق ألميريا من الدرجة الثانية الإسبانية. في فبراير التالي، عرض الاستقالة واسترداد راتبه إذا ثبتت الشائعات التي تفيد بأنه حضر ملهى ليلي مع اللاعبين بعد الهزيمة؛ في 26 يونيو، تم طرده بعد هزيمة 0-1 على أرضه أمام نادي ألكوركون وتم استبداله بماريو سيلفا.

## أسلوب اللعب
كان غوتي في الأصل مهاجمًا، ثم تطور لاحقًا ليصبح صانع ألعاب موهوبًا، وكان معروفًا على وجه الخصوص برؤيته وتقنيته وإبداعه ونطاق تمريراته وقدرته على تقديم التمريرات الحاسمة لزملائه في الفريق؛ كما كان يمتلك عينًا ثاقبة على الهدف بفضل قدرته على القيام بجولات متأخرة داخل منطقة الجزاء. كان لاعبًا متعدد الاستخدامات، وكان يتم نشره عادةً كلاعب خط وسط مهاجم خلف المهاجمين، وهو مركزه المفضل، ولكنه كان قادرًا أيضًا على اللعب كمهاجم ثانٍ، أو جناح، أو في دور خط الوسط الدفاعي كصانع ألعاب عميق.
وعلى الرغم من موهبته، كان معروفًا عن غوتي أنه عرضة للإصابات وكان لديه أيضًا شخصية مثيرة للجدل، الأمر الذي أدى إلى جانب حياته الشخصية المضطربة خارج الملعب إلى مواجهته صعوبات مع العديد من مديريه طوال حياته المهنية. كما اتهمه بعض الخبراء بأنه غير متسق وبأن معدل عمله ضعيف.

## الحياة الشخصية
تزوج غوتي من أرانشا دي بينيتو، وهي مشهورة تلفزيونية إسبانية، في 22 يونيو 1999. انفصل الزوجان بعد زواج دام قرابة عشر سنوات وإنجاب طفلين، زايرا (مواليد 2000) وأيتور (2002)، مع قميصه مكتوب عليه "GUTI.HAZ" من عام 2007 إلى عام 2010 تكريمًا له، لكنهما ظلا صديقين مقربين؛ في 14 يوليو 2016، تزوج من مقدمة البرامج التلفزيونية الأرجنتينية رومينا بيلوسيو، التي أنجبت ابنه الأصغر إنزو في عام 2013.
كما لعب ابن عم غوتي، خافي هيرنانديز، كرة القدم في صفوف ريال مدريد في مرحلة الشباب.

### مشاريع أخرى
لعب غوتي دور نفسه في فيلمين، فيلم تورنيت 3: إل بروتكتور و فيلم هدف 2. ظهر أيضًا في فيلم وثائقي/فيلم عام 2005 عن ريال مدريد بعنوان فيلم حقيقي. كان أحد الحكام في النسخة الإسبانية من سبلاش (برنامج تلفزيوني) لعام 2013 على الهوائي 3.

## إحصائيات المهنة

### النادي
| النادي        | الموسم       | الدوري                           | الدوري    | الدوري  | كأس وطني  | كأس وطني | أوروبا    | أوروبا  | غيرها     | غيرها   | إجمالي    | إجمالي  |
| النادي        | الموسم       | القسم                            | التطبيقات | الأهداف | التطبيقات | الأهداف  | التطبيقات | الأهداف | التطبيقات | الأهداف | التطبيقات | الأهداف |
| ------------- | ------------ | -------------------------------- | --------- | ------- | --------- | -------- | --------- | ------- | --------- | ------- | --------- | ------- |
| ريال مدريد سي | 1994–95 ‏     | الدوري الإسباني الدرجة الثانية ب | 2         | 0       | -أجل      | -أجل     | -أجل      | -أجل    | -أجل      | -أجل    | 2         | 0       |
| ريال مدريد سي | 1995–96      | الدوري الإسباني الدرجة الثانية ب | 1         | 0       | -أجل      | -أجل     | -أجل      | -أجل    | -أجل      | -أجل    | 1         | 0       |
| ريال مدريد سي | إجمالي       | إجمالي                           | 3         | 0       | 0         | 0        | 0         | 0       | 0         | 0       | 3         | 0       |
| ريال مدريد ب  | 1995–96      | الدوري الإسباني الدرجة الثانية ب | 26        | 11      | -أجل      | -أجل     | -أجل      | -أجل    | -أجل      | -أجل    | 26        | 11      |
| ريال مدريد    | 1995–96      | لاليغا                           | 9         | 1       | 0         | 0        | 0         | 0       | -أجل      | -أجل    | 9         | 1       |
| ريال مدريد    | 1996–97      | لاليغا                           | 14        | 0       | 3         | 0        | 0         | 0       | -أجل      | -أجل    | 17        | 0       |
| ريال مدريد    | 1997–98      | لاليغا                           | 17        | 1       | 1         | 0        | 2         | 0       | 2         | 0       | 22        | 1       |
| ريال مدريد    | 1998–99      | لاليغا                           | 28        | 1       | 4         | 2        | 4         | 0       | -أجل      | -أجل    | 36        | 3       |
| ريال مدريد    | 1999–2000    | لاليغا                           | 28        | 6       | 4         | 1        | 10        | 1       | 3         | 0       | 45        | 8       |
| ريال مدريد    | 2000–01      | لاليغا                           | 32        | 14      | 0         | 0        | 12        | 4       | 2         | 0       | 46        | 18      |
| ريال مدريد    | 2001–02      | لاليغا                           | 29        | 4       | 7         | 6        | 9         | 3       | 1         | 0       | 46        | 13      |
| ريال مدريد    | 2002–03      | لاليغا                           | 34        | 4       | 3         | 2        | 15        | 5       | 2         | 2       | 54        | 13      |
| ريال مدريد    | 2003–04      | لاليغا                           | 26        | 2       | 8         | 1        | 9         | 0       | 2         | 0       | 45        | 3       |
| ريال مدريد    | 2004–05      | لاليغا                           | 31        | 0       | 0         | 0        | 8         | 0       | -أجل      | -أجل    | 39        | 0       |
| ريال مدريد    | 2005–06      | لاليغا                           | 33        | 4       | 4         | 0        | 7         | 2       | -أجل      | -أجل    | 44        | 6       |
| ريال مدريد    | 2006–07      | لاليغا                           | 30        | 1       | 0         | 0        | 7         | 0       | -أجل      | -أجل    | 37        | 1       |
| ريال مدريد    | 2007–08      | لاليغا                           | 32        | 3       | 4         | 1        | 7         | 0       | 2         | 0       | 45        | 4       |
| ريال مدريد    | 2008–09      | لاليغا                           | 18        | 3       | 1         | 0        | 6         | 0       | 2         | 0       | 27        | 3       |
| ريال مدريد    | 2009–10      | لاليغا                           | 26        | 2       | 1         | 0        | 3         | 1       | -أجل      | -أجل    | 30        | 3       |
| ريال مدريد    | إجمالي       | إجمالي                           | 387       | 46      | 40        | 13       | 99        | 16      | 16        | 2       | 542       | 77      |
| بشكتاش        | 2010–11      | سوبر ليج                         | 22        | 7       | 6         | 3        | 9         | 1       | -أجل      | -أجل    | 37        | 11      |
| بشكتاش        | 2011–12      | سوبر ليج                         | 1         | 0       | 0         | 0        | 2         | 1       | -أجل      | -أجل    | 3         | 1       |
| بشكتاش        | إجمالي       | إجمالي                           | 23        | 7       | 6         | 3        | 11        | 2       | -أجل      | -أجل    | 40        | 12      |
| إجمالي المهن  | إجمالي المهن | إجمالي المهن                     | 439       | 64      | 46        | 16       | 110       | 18      | 16        | 2       | 611       | 89      |

### دولي
| المنتخب الوطني | سنة      | المشاركات | الأهداف |
| -------------- | -------- | --------- | ------- |
| إسبانيا        | 1999     | 1         | 0       |
| إسبانيا        | عام 2000 | 2         | 0       |
| إسبانيا        | 2001     | 0         | 0       |
| إسبانيا        | 2002     | 3         | 1       |
| إسبانيا        | 2003     | 4         | 1       |
| إسبانيا        | 2004     | 2         | 0       |
| إسبانيا        | 2005     | 1         | 1       |
| المجموع        | المجموع  | 13        | 3       |

قائمة النتائج وإجمالي أهداف إسبانيا أولاً، ويشير عمود النتيجة إلى النتيجة بعد كل هدف سجله غوتي.
| ت. | تاريخ          | مكان                               | الخصم            | نتيجة | نتيجة | مسابقة                            |
| -- | -------------- | ---------------------------------- | ---------------- | ----- | ----- | --------------------------------- |
| 1  | 12 أكتوبر 2002 | كارلوس بيلمونتي، الباسيتي، إسبانيا | أيرلندا الشمالية | 2-0   | 3–0   | تصفيات بطولة أمم أوروبا 2004      |
| 2  | 12 فبراير 2003 | سون مويكس، بالما، إسبانيا          | ألمانيا          | 3-1   | 3-1   | ودي                               |
| 3  | 9 فبراير 2005  | ملعب باور هورس، ألميريا، إسبانيا   | سان مارينو       | 4–0   | 5–0   | تصفيات كأس العالم لكرة القدم 2006 |

## الإحصاءات الإدارية
آخر تحديث match played 25 June 2020
.
| ألميريا | إسبانيا | 5 نوفمبر 2019 | 26 يونيو 2020\| style="text-align:center" \|22 | 9  | 5 | 8 | 040٫91 | [ 53 ] |   |
| المجموع | المجموع | المجموع       | المجموع                                        | 22 | 9 | 5 | 8      | 040٫91 | — |

## الأوسمة

### لاعب
ريال مدريد
- الدوري الإسباني : 1996–97، 2000–01، 2002–03، 2006–07، 2007–08[3]
- كأس السوبر الإسباني : 1997، 2001، 2003، 2008[3]
- دوري أبطال أوروبا UEFA : 1997–98، 1999–2000، 2001–02[3]
- كأس السوبر الأوروبي : 2002[3]
- كأس القارات : 1998، 2002[3]

بشيكتاش
- كأس تركيا : 2010–11[25]

إسبانيا تحت 18 سنة
- بطولة أوروبا تحت 18 سنة : 1995[30]

إسبانيا تحت 21 عامًا
- بطولة أوروبا تحت 21 سنة : 1998[54]

فردي
- هداف كأس الملك : 2001–02[55]
- أفضل مساعد في الدوري الإسباني: 2007–08[56]

### مدير
شباب ريال مدريد
- قسم شرف الشباب لكرة القدم : 2016–17[57]
- كأس بطولة الشباب لكرة القدم : 2016–17[57]
- كأس الملك للناشئين لكرة القدم : 2016–17[57]

## وصلات خارجية
- غوتي على موقع الاتحاد الدولي (مؤرشف)  (الإنجليزية)
- غوتي على موقع الاتحاد الأوربي (الإنجليزية)
- غوتي على موقع اتحاد تركيا (لاعب) (الإنجليزية)
- غوتي على موقع قاعدة بيانات كرة القدم.إي يو (الإنجليزية)
- غوتي على موقع بيانات كرة القدم. دي إي (الألمانية)
- غوتي على موقع ليكيب (الفرنسية)
- غوتي على موقع ناشيونال فوتبول تيمز (الإنجليزية)
- غوتي على موقع Soccerbase.com (لاعب) (الإنجليزية)
- غوتي على موقع Soccerway.com (الإنجليزية)
- غوتي على موقع عالم كرة القدم.نت (الإنجليزية)